# 献公 (秦)
献公（けんこう）は、秦の第24代公。姓は嬴（えい）、諱は師隰（ししつ）。霊公の子。

## 生涯
出公2年（紀元前385年）、庶長が霊公の子である献公を河西から迎えて秦公に就かせ、出公とその母を殺して深淵に沈めた。また、晋がこの混乱に乗じて河西の地を奪っていった。
献公元年（紀元前384年）、献公は殉死を禁じ、翌年（紀元前383年）には、櫟陽（れきよう）に都を遷した。
献公4年正月庚寅（紀元前382年12月6日）、子の渠梁（のちの孝公）が生まれる。
献公11年（紀元前374年）、周から太史儋がまみえ、「17年経つと秦から覇王が出ましょう」と告げてきた。
献公21年（紀元前364年）、章蟜は晋と石門で戦い、6万人を斬首し、周の天子から黼黻（ほふつ）の衣服を賜った。
献公23年（紀元前362年）、魏・晋と少梁で戦い、その将の公孫痤を捕虜とした。同年、献公が薨去し、子の渠梁が立って秦公（孝公）となった。

## 参考資料
- 『史記』（秦本紀第五、秦始皇本紀第六）